# Chariodactylus
Chariodactylus är ett släkte av skalbaggar. Chariodactylus ingår i familjen Melolonthidae.
Kladogram enligt Catalogue of Life:
| Chariodactylus | \| \| Chariodactylus chacoensis \| \| \| \| \| \| Chariodactylus sublaevicollis \| \| \| \| |
|                | \| \| Chariodactylus chacoensis \| \| \| \| \| \| Chariodactylus sublaevicollis \| \| \| \| |
|                | Chariodactylus chacoensis                                                                   |
|                |                                                                                             |
|                | Chariodactylus sublaevicollis                                                               |
|                |                                                                                             |